# La Figurita
La Figurita es un barrio de la ciudad de Montevideo, Uruguay.

## Reseña
Debe su nombre a una vieja figura de terracota que estaba emplazada en la parte superior de una taberna, que quedaba ubicada en las hoy calles Gral. Flores y Garibaldi. En tiempos pretéritos era un paraje de carretas, el primero saliendo de la ciudad amurallada colonial. Esa figura, figurita en diminutivo, dio nombre a la zona.[cita requerida]
Este barrio está delimitado por cuatro avenidas principales de la ciudad de Montevideo: Gral. Flores, Bulevar Artigas, San Martín y Garibaldi. Se destaca dentro de este barrio la Sede del Club Dryco - Colón, el Club de Bochas Universal, el Hospital Español y la cancha de básquetbol del Club Goes. Está a unos veinte minutos del centro de Montevideo en transporte colectivo.